# Galeruca externa
Galeruca externa är en skalbaggsart som beskrevs av Thomas Say 1824. Galeruca externa ingår i släktet Galeruca och familjen bladbaggar. Inga underarter finns listade i Catalogue of Life.